# Maison du prieuré de Vendes
La maison du prieuré de Vendes est une maison située en France sur la commune de Bassignac (Cantal), en région Auvergne-Rhône-Alpes.

## Historique
Cette maison a été construite au XVIIIe siècle sur le site d’un ancien prieuré.

### Protection
La maison est inscrite au titre des monuments historiques par arrêté du 12 février 2002.

## Description
Maison rurale cantalienne typique de type bloc-à-terre, réunissant un logis et une grange-étable attenante. Construite en moellons de grès et couverte en lauze, elle comprend une cuisine avec cantou, potager et souillarde. Des éléments tels qu’un portail sculpté, un salon et une salle-à-manger témoignent d’un certain raffinement bourgeois.